# Fiat 600 Savio Jungla
La Fiat 600 Savio Jungla è una autovettura per il tempo libero, tipologia d'auto anche conosciuta come "spiaggina", prodotta dalla Carrozzeria Savio negli anni sessanta e settanta.

## Il contesto
Piccola vettura scoperta a trazione posteriore, fu voluta da Gianni Agnelli per contrastare la Mini Moke e fu realizzata dalla Carrozzeria Savio. La meccanica era la stessa della Fiat 600 D mentre le ruote e le gomme 5.20x14 erano quelle della Fiat 1100. La linea era molto squadrata e si discostava notevolmente da quella delle vetture da cui aveva origine.
Presentata al Salone dell'automobile di Torino nel 1965 con il nome giungla, poi modificato in jungla, la vettura poteva raggiungere una velocità massima di 95 km/h. Furono realizzate tre pre-serie: una verde chiaro (del dépliant originale) poi verniciata panna con copertura chiara; un modello grigio con copertura nera successivamente distrutto in un incidente; una tinta avorio con tetto nero (poi rifatto blu) con un baule modificato e schienale posteriore estensibile per il trasporto di merci sino a 250 kg. Quest'ultima servirà anche come base per la fornitura alle forze armate essendo stata affidata alla Cecchignola.
Tra i tratti distintivi si può ricordare il parabrezza abbattibile che veniva appoggiato su due gommini fissati al cofano, la strumentazione molto scarna (composta solo dal contachilometri di origine Fiat 500 collocato a destra del volante e dalle spie di olio, riserva carburante, dinamo, abbaglianti e allarme temperatura acqua radiatore), un solo tergicristallo con motorino a vista, la ruota di scorta esterna ancorata al baule e dotata di copribullone antifurto. Era possibile sceglierla in otto differenti colorazioni; verde (militare e salvia), rosso, arancio, giallo (scuolabus), bianco, blu, beige. Fino al 1969 questi modelli invece delle porte avevano semplici telai rivestiti in tela, sui quali si infilava a pressione la parte alta, sempre in tela, comprendente i vetri laterali. In quell'anno infatti furono montate le porte in lamiera, modificato il cofano posteriore del motore con l'impiego di nuove cerniere che permettevano di aprirlo senza togliere la ruota di scorta e irrobustita la scocca con modifica dei lamierati laterali, ora con nervature sotto la presa d'aria e fu anche irrobustita ,ora composta da sue semiscudi, la slitta anteriore che proteggeva l'avantreno.
A grande richiesta dei clienti, fu aggiunto un secondo motorino per i tergicristalli che fino ad allora era unico sul lato guida e a pagamento si potevano avere 2 spruzzatori e la pompa e la vaschetta del liquido tergistrallo.
La produzione totale si fermò a 3200 auto comprensive delle 300 dotate di riduttore (il "primino") e di quelle fornite a vari enti dello Stato: Enel, Stipel, Guardia forestale, Carabinieri, Polizia venatoria. Alcune autovetture avevano motore SEAT e con cofano in vetroresina; una montava meccanica Zastava.

## Versioni speciali
Un modello di nome "Kelly 600" fu realizzato in pochi esemplari dalla concessionaria G.A.M. del Principato di Monaco su meccanica SEAT a richiesta anche con elaborazione OTAS (Giannini Zen) le cui particolarità più vistose erano la ruota di scorta collocata anteriormente (come sulla Fiat 500 Albarella) e un portapacchi sul baule posteriore sul quale era fissato con cinghie di cuoio un bauletto in legno che conteneva il necessario per il picnic. Il cofano aveva un unico gommino con cinghietta lunga che serviva anche a fissare la ruota di scorta e appena sotto il logo Savio elaborazione Torino. Sui parafanghi anteriori vi erano applicati dei faretti molto simili alle frecce della (Fiat 600 1 serie) e il serbatoio era sostituito da rettangolare a cilindrico per avere maggior spazio nel baule anteriore..L'interno presentava materiali più pregiati addirittura la moquette nautica e il volante e i pannelli laterali di tessuto intrecciato. L'hard top era in fibra di vetro completamente foderato all'interno in camoscio  diverso il telaio della capotte e la struttura superiore delle porte che erano completamente differenti nella versione capotte tela e hard top ma in tutti e due i casi estraibili  e riponibili in un vano all'interno dell'auto  che venivano sostituite da una corda foderata  e le alette parasole, Su richiesta veniva montata un'autoradio nel cruscotto anteriore e le casse nascoste nella parte posteriore interna inserite in una cassa sopra il blocco cambio che aveva la duplice funzione di contenerle e ridurre sensibilmente il rumore del motore Montava inoltre ammortizzatori diversi che le permettevano di montare pneumatici più larghi rispetto alla versione originale e una marmitta silenziata. Una . Per la Kelly l'importatore richiese al carrozziere alcuni allestimenti speciali come la ruota di scorta montata davanti al muso in verticale, la verniciatura bicolore nero blu o bordeaux e anche oro chiarissimo metallizzato con interni in velluto e paraurti in mogano
A richiesta veniva allestita una serie semplificata senza porte con interni in midollino e telo in rattan
Successivamente fu presentato un modello 600 Jungla con meccanica A112 la cui unica differenza era di avere la griglia anteriore come la Jeep, obbligatoria per il raffreddamento; vennero in seguito realizzati modelli basati sulla meccanica della Fiat 126, ma non riscossero lo stesso successo di quelli precedenti.

## Seconda versione
La seconda versione della Jungla Savio si contraddistingue per la sostituzione della meccanica 600 da cui purtroppo ereditava problemi di innalzamenti di temperatura con conseguenti danni alle guarnizioni di testata. Savio infatti preferì utilizzare la meccanica derivata dalla 500R raffreddata ad aria che garantiva migliore affidabilità

## Dati tecnici
- Carreggiata anteriore 1.164 mm-posteriore 1.170 mm
- Altezza minima da terra a p.car.mm.215
- Raggio minimo di volta 4,35 metri
- Peso in ordine di marcia 600 kg.
- Portata utile: 4 persone e 40 kg.